# Anita Hartig
Anita Hartig (n. 1983) este o soprană de origine română, născută la Bistrița.

## Educația și formarea
Cântă de la vârsta de zece ani, când a început să participe la spectacolele organizate de Forumul German în orașul natal.
Absolventă a liceului de Muzică din Bistrița.
Absolventă a Academiei de Muzică „Gheorghe Dima” din Cluj-Napoca (2006).

## Activitatea profesională
A debutat în 2006 cu rolul Mimi din La Boheme la Opera Națională Română din Cluj-Napoca. A devenit membru al ansamblului Operei de Stat din Viena în septembrie 2009.
Debuturile importante de la începutul carierei: Musetta și Mimi (La Boheme), Pamina (Die Zauberflöte), Despina (Così fan tutte), Zerlina (Don Giovanni), Marzelline (Fidelio), Micaela (Carmen) și Susanna (Le nozze di Figaro). Debutul său mult apreciat la Teatro alla Scala din Milano, în rolul Mimi din La Boheme are loc în 2012. 
În 2013 a debutat la Opera Royal din Londra în producția legendară a lui John Copley, "La Boheme”, a interpretat cea de-a doua simfonie a lui Mahler la Festivalul „George Enescu” din București, România. În 2014, a debutat la Opera Metropolitană cu rolul „Mimi” în La Boheme. În același an urcă pe scenă în rolul lui Mimi la Bayerische Staatsoper și la Opera de Bastille de la Paris, precum și la Balul de Operă din Viena.
Sezonul 2015-2016 a adus încă un rol important, respectiv cel al Violettei Valery în producția lui David McVica „La Traviata” pusă în scenă la Gran Teatre del Liceu din Barcelona. 
A interpretat, de asemenea, rolul lui Liù în Turandot-ul lui Franco Zeffirelli la Opera Metropolitană din New York, în ianuarie 2016. 
În noiembrie 2015, a jucat rolul lui Mimi din nou, într-un spectacol special la Opera Națională Română din Cluj-Napoca, la nouă ani după debutul ei pe aceeași scenă.
A mai jucat și la: Sala Kanagawa Kenmin din Yokohama, Sala de concerte Megaron din Atena, La Monnaie la Bruxelles, Opera Națională Galeză din Cardiff, Deutsche Oper Berlin, Opera de Stat din Hamburg, Concert Ceaikovski Sala din Moscova și Opera Națională din București.
În acest sezon (2018 – 2019), Anita se întoarce la Wiener Staatsoper pentru Micaëla Carmen, înainte de a-și relua rolul încă o dată pentru debutul său așteptat la Opera San Francisco. Ea va interpreta, de asemenea, rolul Violettei atât în noua producție a lui Michael Mayer, "La Traviata", la Metropolitan Opera, cât și la Opera din Toulouse. 
Din 2015 ea este cetățean de onoare al orașului Bistrița.